# 中曽宏
中曽 宏（なかそ ひろし、昭和28年（1953年）10月12日 - ）は、日本の経済家。株式会社大和総研理事長。2013年から2018年まで日本銀行副総裁を務めた。

## 経歴
東京出身。私立武蔵高校、東京大学経済学部卒業。小宮隆太郎門下。
昭和53年（1978年）に日本銀行入行。ロンドン事務所（昭和62年～平成元年）、平成9年（1997年）信用機構局信用機構課長、平成12年（2000年）国際決済銀行（BIS）（ジュネーブ）に出向。平成15年（2003年）には金融市場局長となり、平成18年（2006年）からは国際決済銀行の市場委員会議長を兼任する。平成20年（2008年）日本銀行理事（国際関係統轄）を歴任。平成24年（2012年）には現行日銀法のもとでは初めて理事として再任された。平成25年（2013年）、同副総裁に就任。平成30年（2018年）3月19日、日本銀行副総裁を退任。
2018年7月1日、株式会社大和総研理事長に就任。
金融システム、市場取引、国際金融に精通している。2018年10月5日、小池百合子東京都知事により、東京を国際金融都市とするプロジェクトの代表者である「東京版金融メイヤー（市長）」に任命されることが公表された。この市長は地方自治法などに基づき公選される自治体首長と異なり、英国首都ロンドンのうち、金融ビジネスが集まる中心部の長であるロンドン市長 (シティ・オブ・ロンドン)をモデルとしている。
2019年4月1日、東京国際金融機構 代表理事/会長に就任。

## 人物
日銀では主として決済・国際分野を多く歴任し、1997～98年の日本の金融危機では信用機構課長として、2008年のリーマンショックでは金融市場局長として対応するなど、金融システム・市場の危機管理に深く関与した。「日銀きっての国際派」などと言われ、国際金融界での知名度や人脈も豊富とされる。

## 略歴
- 1978年4月：日本銀行入行。
- 1978年10月：福岡支店。
- 1980年7月：通商産業省産業政策局産業資金課。
- 1987年：ロンドン事務所駐在。
- 1989年8月：調査統計局外国調査課欧米係長。
- 1990年5月：国際局国際金融課調査役。
- 1993年5月：信用機構局信用機構課調査役。
- 1997年5月：信用機構局信用機構課長。
- 2000年4月：信用機構室参事役。
- 2000年6月：国際決済銀行（BIS）（ジュネーブ）へ出向。
- 2001年6月：金融市場局参事役 兼 国際局参事役。
- 2003年5月：金融市場局長。
- 2008年11月：日本銀行理事。
- 2010年6月：日本銀行理事（国際関係統括）。
- 2013年3月：日本銀行副総裁。
- 2018年3月：退任。